# Medal Dziesięciolecia Odzyskanej Niepodległości
Medal Dziesięciolecia Odzyskanej Niepodległości – polskie resortowe odznaczenie cywilne ustanowione rozporządzeniem Rady Ministrów z dnia 27 września 1928 roku dla upamiętnienia dziesięciolecia odzyskania niepodległości.

## Zasady nadawania
Na podstawie rozporządzenia medal przysługiwał obywatelom, którzy w okresie od 11 listopada 1918 roku do 11 listopada 1928 roku pełnili nienagannie służbę państwową – wojskową, cywilną, służbę samorządową lub w instytucjach publiczno-prawnych, a zwłaszcza:
- odbyli czynną służbę wojskową w charakterze wojskowych zawodowych lub niezawodowych;
- pełnili faktycznie służbę w urzędach, instytucjach państwowych, samorządowych lub innych instytucjach publiczno-prawnych;
- okres pełnienia służby (tak wojskowej, jak i cywilnej liczony był łącznie) musiał wynosić co najmniej 5 lat.

Medal nadawał prezes Rady Ministrów i ministrowie poszczególnych resortów, a także upoważnione przez nich władze podległe.

## Opis odznaki
Odznaką Medalu Dziesięciolecia Odzyskanej Niepodległości był okrągły medal o średnicy 35 mm, wykonany z brązu. Na awersie znajduje się wizerunek z profilu, głowy marszałka Józefa Piłsudskiego. Na rewersie znajdują się daty: 1918 – 1928, a nad nimi wizerunek usuwającego osty oracza z pługiem – mający symbolizować pracę na nowinach, od podstaw.
Projektantami medalu byli Józef Aumiller i Tadeusz Breyer. Sygnatura pierwszego z nich znajduje się na awersie, zaś drugiego na rewersie, na którym swój znak umieścił również wykonawca – Mennica Państwowa.
Medal zawieszony był na wstążce o szerokości 38 mm koloru jasnobłękitnego.